# Kampen (Países Baixos)
Kampen é uma cidade e um município dos Países Baixos, situada na província de Overissel. Tem 161,79 km² de área e sua população em 2020 foi estimada em 53 779 habitantes.